# Мартин Брагский
Ма́ртин Бра́гский (лат. Martinus Bracarensis, порт. Martinho de Braga; около 520 — 20 марта 579/580) — один из наиболее выдающихся церковных деятелей раннесредневековых Португалии и Испании. «Апостол Галисии», сыгравший ведущую роль в переходе свевов из арианства в ортодоксальное христианство. Епископ Думио (556—579/580) и епископ Браги (562—579/580). Святой, почитаемый Католической церковью (день памяти — 20 марта; в Брагском архиепископстве также 22 октября). Один из святых-покровителей архиепископства Брага.

## Биография

### До прибытия в Галисию
Мартин родился около 520 года в Паннонии, в семье богатых родителей. Получив прекрасное образование, он очень рано принял решение стать священником. С этой целью он совершил паломничество в Святую землю, посетив Палестину и Египет. Здесь он принял духовный сан и познакомился с традициями широко распространённого в этих землях монашества. Отсюда Мартин направился в Рим, а затем во Франкское государство. В Арле он, возможно, встретился с активным сторонником распространения монастырей в Галлии святым Цезарием и воспринял его концепцию монашества.
В конце 540-х годов в Тур, куда Мартин прехал, чтобы поклониться реликвиям святого Мартина Турского, прибыли послы от короля свевов Харариха. Послы исповедовавших арианство свевов обратились с молитвами к святому Мартину Турскому, обещая от имени своего короля, что если с помощью этого святого смертельно больной королевский сын исцелится, то Харарих откажется от арианства и примет ортодоксальное христианство на основе Никейского Символа веры. В страну свевов были отправлены частицы мощей святого Мартина Турского, благодаря которым сын короля выздоровел. После этого Харарих и все его придворные перешли в ортодоксальное христианство. В благодарность за помощь король свевов отправил в Тур новое посольство, которое привезло в подарок базилике Святого Мартина большое количество золота. На этот раз вместе с послами в Галисию отправился и Мартин Брагский, желавший принять участие в обращении и остальных свевов в ортодоксальное христианство. Это произошло около 550 года.
Так об этих событиях сообщает Григорий Турский. Другие средневековые историки, например Исидор Севильский, ничего не говорят о короле по имени Харарих, связывая отказ свевов от арианства с более поздним королём Теодемиром. Современные историки предполагают, что вероятной причиной перехода королей свевов в ортодоксальное христианство была политическая ситуация (внешняя или внутренняя) в королевстве, однако эти причины из-за недостаточного количества материалов по истории свевов середины VI века точно неизвестны.

### «Апостол Галисии»

#### Епископ Думио
Прибыв в Галисию, Мартин своей образованностью и рвением к обращению свевов в ортодоксальное христианство сразу же добился расположения к себе Харариха. Получив от короля землю в местечке Думио (сейчас один из пригородов Браги), Мартин основал здесь монашескую общину. Думийский монастырь — первый монастырь, возникший на территории Пиренейского полуострова, — являлся главным центром распространения ортодоксии среди свевов, а монастырский скрипторий — одним из крупнейших на полуострове центров распространения текстов, в основе которых лежал Никейский символ веры. Почитаемый местными жителями как непримиримый борец с арианством, Мартин по их просьбе и с согласия короля вскоре принял сан епископа Думио. Его интронизация состоялась 5 мая 556 года. В 558 году Мартин освятил кафедральный храм новой епархии. Думийское епископство вошла в единственную на то время в Свевском королевстве митрополию, во главе которой стоял епископ Браги. Территория новой епархии ограничивалась только непосредственными владениями Думийского монастыря. Это был единственный случай в истории западноевропейского Средневековья, когда епархия занимала бы такую небольшую площадь.
По инициативе епископа Мартина и при поддержке нового короля свевов Ариамира 1 мая 561 года состоялся Первый Брагский собор, окончательно закрепивший отказ свевов от арианства. В собрании, на котором председательствовал епископ Браги Лукреций, приняли участие восемь галисийских епископов, а также представители свевской знати. В актах собора, содержавших 39 канонов, единогласно подтверждалась приверженность церкви Свевского королевства Никейскому символу веры, содержались перечень мер против распространившейся среди свевов присцилианской ереси и несколько правил для священнослужителей. В 563 году каноны Первого Брагского собора были одобрены папой римским Иоанном III.

#### Епископ Браги
В 562 году умер епископ Браги Лукреций и его преемником на кафедре был избран святой Мартин, который сохранил за собой также и Думийскую епархию. Исторические хроники не передают никаких подробностей деятельности Мартина в сане епископа Браги, ограничиваясь констатацией факта, что его усилия по искоренению среди простых свевов остатков арианства имели полный успех. Об этом сообщали, например, Григорий Турский, Венанций Фортунат и Исидор Севильский. О жизни святого Мартина в период 570-х годов известно только из актов соборов, в которых он принимал участие.
1 января 569 года в Луго состоялся так называемый Первый Лугский собор, в котором приняли участие все епископы Галисии. Он был созван по инициативе короля свевов Теодемира, написавшего послание епископам, в котором предлагалось для повышения эффективности управления епархиями разделить Галисию между двумя митрополиями. Присутствовавшие на соборе иерархи одобрили это предложение, приняв решение об основании новой митрополии, центром которой стала епархия Луго, возглавлявшаяся епископом Нитигисием. В состав новой архиепархии вошли пять суффраганов: Ирия, Оренсе, Туй, Асторга и Бритония. За Брагской митрополией остались епископства Визеу, Коимбры, Гуарды, Ламегу, Порту, а также Думио.
Вскоре после Первого Лугского собора новым королём Галисии стал Миро, при котором завершился процесс перехода свевов из арианства в ортодоксальное христианство. Поддерживая святого Мартина во всех его начинаниях, Миро содействовал созванию им 1 июня 572 года Второго Брагского собора, на котором были приняты каноны против фактов получения священниками денег за исполнение обрядов и таинств и определена процедура установления времени переходящих праздников. Акты собора указывают, что к этому времени церковь Свевского королевства окончательно утвердилась как церковь, придерживающаяся Никейского символа веры.
Святой Мартин Брагский скончался 20 марта 579 или 580 года. 579 годом датирует смерть Мартина один из раннесредневековых мартирологов из Браги, 580 годом — Григорий Турский в своей «Истории франков». Пока историки не смогли прийти к единому мнению, какая из этих дат более достоверная. После смерти Мартина его Браго-Думийская епархия была разделена: новым епископом Браги стал Пантард, епископом Думио — Иоанн. Останки святого были похоронены в соборе Думийского монастыря, где рядом с саркофагом, на стене была высечена эпитафия, написанная самим Мартином. В 886 году, при приближении к Браге войска мусульман, мощи Мартина Брагского были перенесены в Мондоньедо. Вскоре после отвоевания Браги христианами в 1040 году останки святого были возвращены в Думио, а 22 октября 1605 года состоялось их торжественное перенесение в собор Санта-Марта в Браге, где они находятся и по сей день.

### Посмертное почитание
Мартин Брагский уже вскоре после своей смерти стал почитатья в Галисии как местночтимый святой. После завоевания Свевского королевства вестготами в 585 году и перехода их из арианства в ортодоксальное христианство культ Мартина Брагского распространился на весь Пиренейский полуостров. На Десятом Толедском соборе в 656 году Мартин был причислен к лику святых. Впоследствии это решение было одобрено одним из римских пап, хотя во времена Средневековья почитание святого Мартина Брагского, в основном, ограничивалось только территорией Испании и Португалии. Имя святого Мартина внесено в один из Римских мартирологов для поминовения. День его памяти отмечается Римско-католической церковью 20 марта (в день его смерти), а в Брагском архиепископстве, одним из святых покровителей которого он является, также и 22 октября (в день перенесения мощей).

## Сочинения
Святой Мартин Брагский был не только выдающимся церковным деятелем, но и одним из образованнейших людей своего времени. Таким его считали, например, Венанций Фортунат и Исидор Севильский. Перу Мартина принадлежат около 20 произведений богословского характера, написанные им, в основном, в 570-х годах с целью укрепления среди галисийских священников и мирян уставов ортодоксального христианства. Часть сочинений святого (в том числе, большинство его писем) не сохранилась до наших дней. К наиболее важным трудам, написанным Мартином Брагским, относятся:
- «Pro repellenda jactantia» («Во избежание хвастовства») — одно из наиболее ранних сочинений святого Мартина, написанное им для монахов Думийского монастыря
- «De superbia» («О гордыни») — трактат также написан в качестве поучения монахам монастыря в Думе
- «Exhortatio humilitatis» («Призыв к скромности») — сочинение адресовано монахам Думийского монастыря
- «Sententiae Patrum aegyptiorum» («Поучения египетских отцов») — трактат, содержащий примеры благочестивой жизни различных египетских подвижников, с которых, по мнению Мартина Брагского, следовало брать пример галисийским монахам
- De ira («О гневе») — сочинение посвящено Мартином королю свевов Миро
- «Formula honestae vitae» («Правила святой жизни») — трактат, сочинённый по просьбе короля Миро, в котором описывается образ жизни идеального, с точки зрения святого Мартина, христианина; написанное в подражание стилю Сенеки, это сочинение Мартина Брагского почти всё Средневековье считалось работой этого древнеримского философа
- «De correctione rusticorum» («Об изменении нравов») — сочинение, призывавшее галисийских верующих отказаться от пережитков язычества (в том числе от сохранившегося в некоторых местах Галисии поклонения древнеримским богам)
- «De pascha» («О Пасхе») — трактат о дате Пасхи
- «De trina immersione» («О троекратном погружении») — трактат о литургии крещения, сопоставляющий троекратное погружение в купель с тремя лицами Троицы
- «Collection» или «Capitula Martini» («Собрание») — сборник 84 канонов восточного происхождения, описывающих различные аспекты литургии, а также обязанности клириков и мирян; посвящён епископу Луго Нитигису; известен благодаря актам Третьего Толедского собора
- Varii versus (собрание стихотворений) — среди них эпитафия святому Мартину Турскому, в которой перечислены народы, жившие в середине VI века около Дуная, в том числе славяне — это одно из наиболее ранних упоминаний славян в западноевропейской литературе[16].

Издание полного собрания сочинений Мартина Брагского до сих пор не осуществлено. Наиболее значительное количество текстов издано на латинском языке в 72-м томе «Patrologia Latina» и в сборнике трудов святого Мартина, выпущенном в 1950 году. Также существует перевод некоторых сочинений Мартина Брагского на современный английский язык.